# Per la festività del Santo Natale
Per la festività del Santo Natale (deutsch: Zur Feier der Heiligen Weihnacht) ist ein Libretto zu einem „sacro componimento drammatico“ (Oratorium) in einem Prolog und zwei Teilen von Pietro Metastasio. Es wurde mehr als 10 Mal vertont. Erstmals aufgeführt wurde es in der Vertonung von Giovanni Battista Costanzi 1727 im Palazzo della Cancelleria in Rom.

## Handlung

### Prolog
Im Prolog erscheint der himmlische Geist mit anderen Geistern auf einer Wolke, die einen transparenten königlichen Palast darstellt, um den Menschen eine große Freude zu verkünden. Gott habe beschlossen, der Menschheit ihre Sünden zu vergeben. Als Unterpfand für den Frieden wurde sein Sohn geboren. Die Wolke steigt empor und gibt den Blick auf die Bühne für die eigentliche Kantate frei.

### Erster Teil
Nun treten die allegorischen Figuren der Göttlichen Liebe, des Glaubens und der Hoffnung auf. Die „Handlung“ des ersten Teils besteht aus einem theologischen Disput zwischen dem Glauben und der Hoffnung. Nachdem alle die seit langem prophezeite Ankunft des Erlösers begrüßt haben, möchte die Göttliche Liebe – die sich selbst für die führende Kraft hinter der Menschwerdung hält – herausfinden, welche der beiden Tugenden mehr Gründe hat, sich darüber zu freuen. Die Hoffnung antwortet als erste. Sie erklärt, dass sie die zuverlässigste Unterstützung gegen das widrige Schicksal biete. So habe sie bereits Noah während der Sintflut, Abraham bei der Opferung seines Sohnes Isaak und Mose beim Auszug aus Ägypten beigestanden. Die Göttliche Liebe bezieht diese Ereignisse auf die Gegenwart. Sie entsprechen der Bindung der Gläubigen, Gottes Opfer für des Heil der Menschheit und dem Sieg über das Böse durch die Befreiung der Menschen. Der Glaube entgegnet, dass er die Grundlage der Hoffnung sei. Er war es, der dafür sorgte, dass Jakobs Prophezeiung des Messias den Augen der Menschen nicht verborgen blieb. In seiner Arie stellt er fest, dass die Wissenschaft ohne seine Hilfe keinen Wert habe. Der Wettstreit endet nicht mit dem Sieg einer der beiden Tugenden. Die Göttliche Liebe stellt stattdessen fest, dass er unnötig war, weil sich Glaube und Liebe gegenseitig nähren. Das Ende des ersten Teils wird von gemeinsamer Freude bestimmt: Die Tyrannen „weinen“; die Erde „lacht“ im Frieden; Furcht und Schrecken sind geflohen („Pianga il comun tiranno, / Rida la terra in pace; / Che già fuggì l’affanno, / Che già il timor fuggì“).

### Zweiter Teil
Im zweiten Teil des Oratoriums weicht das Thema des Disputs schließlich der direkten Feier des Geburtstags Christi: Überall gibt es gute Vorzeichen. Die Jahreszeiten folgen aufeinander in rechter Ordnung wie der Tag auf die Nacht. Der Schmied verarbeitet Waffen zu Pflugscharen. Auf den Feldern herrscht Frieden. Die Hoffnung benennt die Gegenwart als das neue Goldene Zeitalter, das im Gegensatz zu demjenigen der griechischen Mythologie nicht erfunden, sondern wahr sei. Die Göttliche Liebe erinnert daran, dass Gott als Mensch ein durch Tyrannei unterdrücktes Land besucht und diesen zum Wohl der gesamten Menschheit geopfert habe. Er habe den Altar jedoch in einen Opfertisch verwandelt, durch den das Opfer zur Speise des Heils wurde. Der Glaube sieht die gute Nachricht durch Botschafter mit göttlichem Verständnis verbreitet, die die Tyrannen herausfordern werden. Die Hoffnung will die Seelen anfachen, diese Botschaft aufzunehmen. Die Göttliche Liebe erinnert an die Fischer, die zur Zeit der Auferstehung die Schlüssel des Himmels erhalten haben und die Nachricht von Küste zu Küste getragen haben. Sie will bei solchen Reisen immer als Führer dienen, unterstützt von der Hoffnung und bestärkt durch den Glauben. Als die Hoffnung ihren Wunsch nach einer Reihe solcher Führer ausdrückt, hält die Göttliche Liebe eine Lobrede auf Papst Benedikt XIII. Glaube und Hoffnung stimmen in ihr Lob ein.

## Geschichte
Per la festività del Santo Natale ist Metastasios erster Oratorientext. Er schrieb es 1727 auf Wunsch von Kardinal Pietro Ottoboni. Die Aufführung mit der Musik von Giovanni Battista Costanzi wurde mit einem prächtigen Bühnenbild inszeniert. Zwei Jahre später griff Metastasio in seiner Serenata La contesa de’ numi, die ebenfalls in Rom erstmals aufgeführt wurde, das Thema des Wettstreits zwischen allegorischen Figuren erneut auf. Auch strukturell weisen beide Werke Gemeinsamkeiten auf. Beide bestehen aus zwei Teilen, und nach Abschluss des Disputs wird die Geburt eines Kindes gefeiert. La festività unterscheidet sich dagegen deutlich von Metastasios sieben späteren Wiener Oratorien, bei denen es sich um Dialoge von biblischen oder hagiographischen Personen handelt.
Nach zwei Proben am 24. und 26. Dezember 1727 erfolgte die erste öffentliche Aufführung am 2. Januar 1728 im Palazzo della Cancelleria in Rom anlässlich der Jahresversammlung der Accademia dell’Arcadia. Die Aufführung war der Höhepunkt dieses Nachmittags, wie aus den Einträgen von 26. Dezember 1727 und 2. Januar 1728 im Diario di Roma von Francesco Valesio und dem Eintrag vom 10. Januar 1728 im Diario Ordinario del Chracas (Nr. 1627) hervorgeht. Zum illustren Publikum gehörten Kardinäle, kirchliche Würdenträger und Mitglieder des Adels, darunter auch die Gouverneurin von Siena Violante Beatrix von Bayern, die Witwe des Erbgroßherzogs der Toskana Ferdinando de’ Medici. Die Aufführung erwies sich für Metastasio als Gelegenheit, vor einem anspruchsvollen Publikum seinen Scharfsinn in geistlichen Themen zu beweisen, nachdem er auf weltlichem Gebiet bereits einigen Ruhm gewonnen hatte. Im folgenden Jahr wurde er als Hofdichter Kaiser Karls VI. nach Wien berufen.

## Vertonungen
Folgende Komponisten vertonten dieses Libretto:
| Komponist                  | Uraufführung                                       | Aufführungsort | Anmerkungen                                                                                   |
| -------------------------- | -------------------------------------------------- | -------------- | --------------------------------------------------------------------------------------------- |
| Giovanni Battista Costanzi | 1727, Palazzo della Cancelleria                    | Rom            |                                                                                               |
| Antonio Maria Mazzoni      | 1735                                               | Bologna        | als Il santo natale di Jesu Cristo                                                            |
| Giovanni Lorenzo Gregori   | 1737, Santa Maria Corteorlandini                   | Lucca          | als La natività di nostro Signor Gesù Cristo; laut Grove Music Online bereits 1735 entstanden |
| Pietro Chiarini            | 1744, Oratorio Filippino di Santa Maria della Fava | Venedig        |                                                                                               |
| Nicola Conti               | 1755                                               | Neapel         |                                                                                               |
| Pietro Pompeo Sales        | 1756, Fürstbischöfliche Hofkapelle                 | Augsburg       |                                                                                               |
| Giuseppe Sigismondo        | um 1761                                            |                | als Cantata pel Santo Natale di Gesù                                                          |
| Antonio Sacchini           | 1779                                               |                |                                                                                               |
| Valentino Fioravanti       | 1822                                               |                | Zuschreibung unsicher                                                                         |
| Gennaro Manna              | unbekannt                                          |                | als Oratorio pel Santissimo Natale                                                            |
| Ferdinando Paër            | unbekannt                                          |                |                                                                                               |
| Francesco Antonio Uttini   | unbekannt                                          |                |                                                                                               |

## Digitalisate
1. ↑  Libretto (italienisch) als Digitalisat beim Münchener Digitalisierungszentrum. In: Opere del signor abate Pietro Metastasio, Band 7, Herissant, Paris 1780, S. 361 ff.
2. ↑  Libretto (italienisch) des Oratoriums von Giovanni Battista Costanzi, Rom 1727 als Digitalisat im Museo internazionale e biblioteca della musica di Bologna.
3. ↑  Libretto (italienisch) des Oratoriums von Pietro Pompeo Sales, Augsburg 1756 als Digitalisat der Staats- und Stadtbibliothek Augsburg (kostenpflichtig).